# Edgar Lungu
Pour les articles homonymes, voir Lungu.
Edgar Lungu, né le 11 novembre 1956 à Ndola (Rhodésie du Nord, fédération de Rhodésie et du Nyassaland) et mort le 5 juin 2025 à Pretoria (Afrique du Sud), est un homme d'État zambien, président de la République de 2015 à 2021.

## Biographie
Edgar Lungu est né le 11 novembre 1956, à l'hôpital central de Ndola. Après avoir obtenu une licence en droit (LL.B.) en 1981 à l'université de Zambie, il a rejoint le cabinet d'avocats Andrea Masiye and Company à Lusaka. Il a ensuite suivi une formation d'officier militaire à Miltez, à Kabwe, dans le cadre du Service national zambien (ZNS). Il a ensuite repris la pratique du droit. Il s'est ensuite lancé en politique.

### Carrière politique
Après la victoire de Michael Sata et du Front patriotique à l'élection présidentielle de 2011, Edgar Lungu, à l’âge de 55 ans, est nommé ministre des Affaires intérieures, fonction dans laquelle il se signale par une répression accrue à l'égard des homosexuels,, avant d'être nommé en 2013, ministre de la Justice et de la Défense. Le 19 octobre 2014, quand le président Sata est hospitalisé, il assure de facto les fonctions de président pendant dix jours jusqu'à la mort de celui-ci.
Il est candidat du Front patriotique à l'élection présidentielle de janvier 2015 à l'issue de laquelle il est élu. Candidat à un nouveau mandat, il est réélu le 11 août 2016 et investi le 13 septembre suivant.
En avril 2018, il demande à l’ambassadeur cubain Nelson Pages Vilas de quitter le pays, lui reprochant d'avoir assisté au congrès fondateur du Parti socialiste zambien.
Les opposants dénoncent la spoliation des ressources minières nationales ainsi que la dérive autoritaire et les prévarications et détournements de fonds publics menés par l’entourage du président Edgar Lungu.
La gestion du pays par Edgar Lungu en matière d'économie fait l'objet de vives critiques, la Zambie étant qualifiée d'« économie la plus mal gérée d'Afrique » en 2021. Le taux d'inflation y atteint alors 25 %, tandis que le remboursement de la dette absorbe la moitié des recettes du gouvernement en raison des crédits contractés pour le financement de la construction d'infrastructures par des entreprises chinoises. Cette situation conduit la banque centrale zambienne à faire défaut en novembre 2020, un évènement qui n'était plus arrivé sur le continent depuis quinze ans,.
Quelques semaines avant les élections, Edgar Lungu est accusé de réprimer les libertés d'expression, de réunion et d'association.
Il perd l'élection présidentielle de 2021 face à l'opposant de longue date Hakainde Hichilema.
Le 10 décembre 2024, la Cour constitutionnelle interdit à Edgar Lungu de se présenter à nouveau à l’élection présidentielle car il a déjà effectué un maximum de deux mandats.

### Vie privée
Edgar Lungu est chrétien baptiste.

### Mort
Le matin du 5 juin 2025, Edgar Lungu est décédé des suites de complications cardiaques suite à une intervention chirurgicale qu'il subissait à la Mediclinic Medforum de Pretoria en Afrique du Sud.